# Nord-Ouest du Rio Grande do Sul
La mésorégion Nord-Ouest du Rio Grande do Sul est une des sept mésorégions du Rio Grande do Sul. Elle est formée par l'association de deux-cent-seize municipalités regroupées en treize microrégions. Elle recouvre une aire de 64 930,583 km2 pour une population de 1 970 326 habitants (IBGE - 2005). Sa densité est de 30,3 hab./km2. Son IDH est de 0,780 (PNUD/2000). Elle est limitrophe de l'État de Santa Catarina et de l'Argentine.

## Microrégions
- Carazinho
- Cerro Largo
- Cruz Alta
- Erechim
- Frederico Westphalen
- Ijuí
- Não-Me-Toque
- Passo Fundo
- Sananduva
- Santa Rosa
- Santo Ângelo
- Soledade
- Três Passos

## Mésorégions limitrophes
- Nord-Est du Rio Grande do Sul
- Centre-Est du Rio Grande do Sul
- Centre-Ouest du Rio Grande do Sul
- Sud-Ouest du Rio Grande do Sul
- Ouest de Santa Catarina (Santa Catarina)
- Serrana de Santa Catarina (Santa Catarina)